# Colapteroblatta bordoni
Colapteroblatta bordoni är en kackerlacksart som beskrevs av Bonfils 1987. Colapteroblatta bordoni ingår i släktet Colapteroblatta och familjen jättekackerlackor.
Artens utbredningsområde är Venezuela. Inga underarter finns listade i Catalogue of Life.